# Limnophora aczeli
Limnophora aczeli este o specie de muște din genul Limnophora, familia Muscidae, descrisă de John Otterbein Snyder în anul 1957. Conform Catalogue of Life specia Limnophora aczeli nu are subspecii cunoscute.